# Arta africană în colecțiile vestice

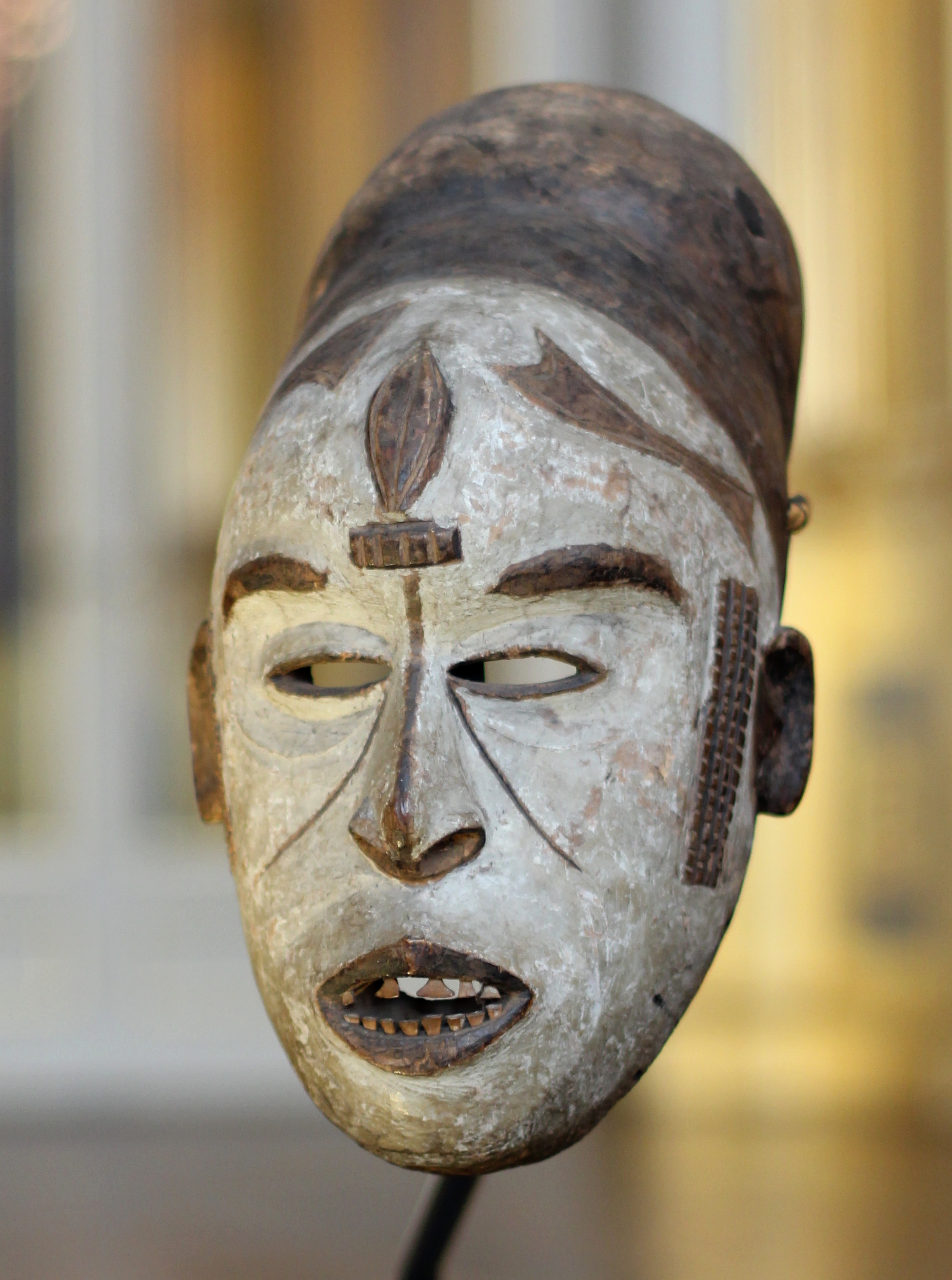
O mască igboeană din Muzeul Regal al Africii Centrale.

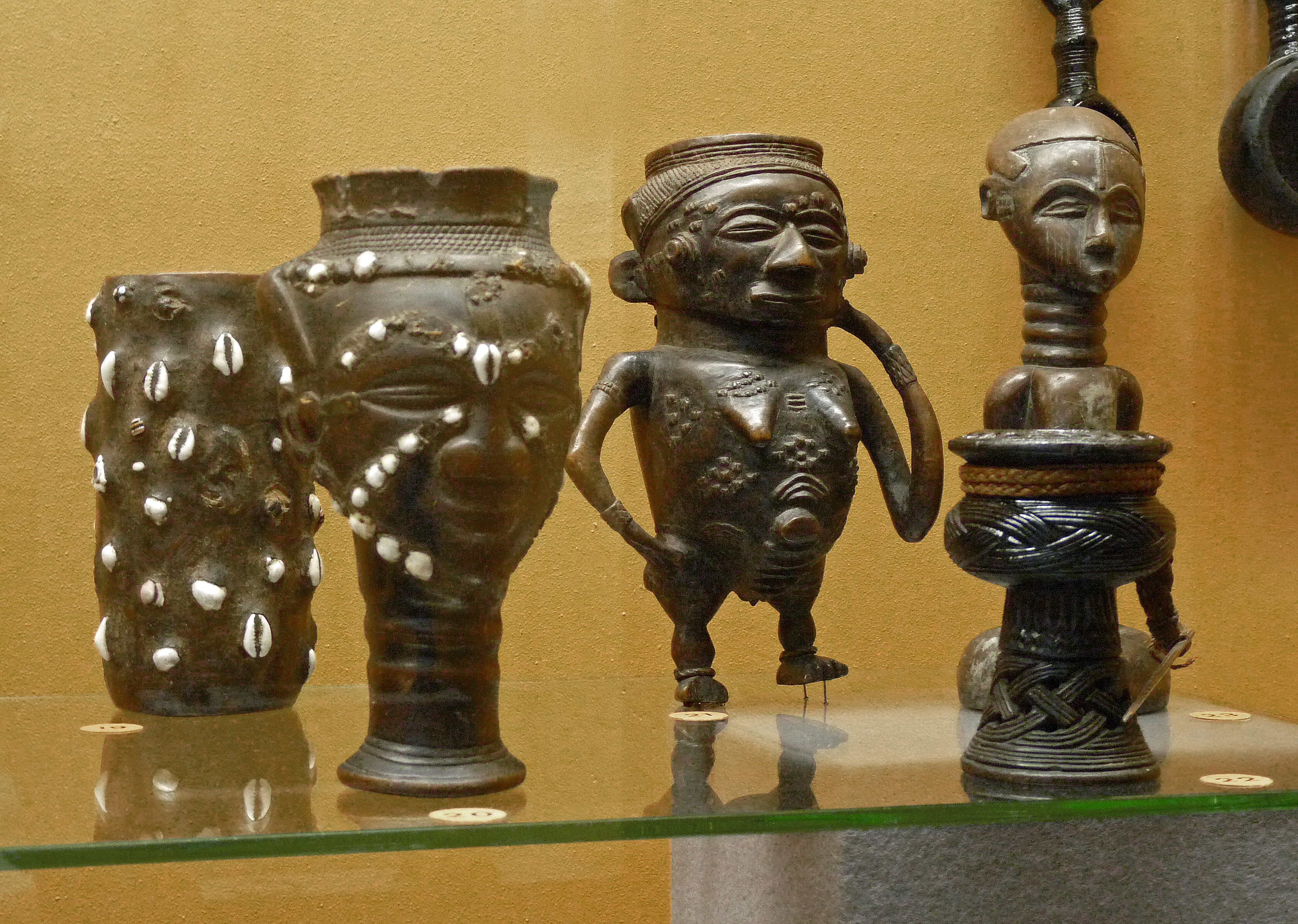
Artă din vechiul regat Kuba din Muzeul Regal al Africii Centrale, în Tervuren, Belgia

Între 1890 și 1918, expansiunea coloniilor vestice din Africa au adus în Europa multe opere și obiecte de artă. Aceste artefacte au intrat în muzee și colecții private din Europa și din Statele Unite.
Înainte de Conferința Colonială de la Berlin din 1885, comercianții și exploratorii care treceau prin Africa au furat sau luat obiecte de artă ca suveniruri.